# La violetera (pel·lícula)
La violetera és una pel·lícula musical italo-espanyola de 1958 dirigida per Luis César Amadori i protagonitzada per Sara Montiel, que tornava a Espanya en 1957 després d'haver aconseguit l'èxit a Hollywood. Va ser un dels majors èxits de taquilla a Espanya, on es va mantenir durant un any en cartellera, i Llatinoamèrica. Ha estat tal la identificació d'aquesta pel·lícula amb la seva actriu principal que durant els funerals de Saritísima van ser projectades algunes escenes memorables del film en les pantalles exteriors del cine Callao de la madrilenya plaça homònima.
La història té el seu origen en el cuplet de José Padilla La violetera de 1914.

## Sinopsi
Soledad és una jove que ven violetes pels carrers de Madrid de 1899, també és una cantant que té bona veu però no li treu partit al seu do. Una nit de cap d'any coneix a un jove aristòcrata anomenat Fernando, tots dos s'enamoren i es comprometen, però el germà de Fernando mor en un duel i s'ha de casar amb la núvia que li va assignar, Magdalena, Soledad, molt trist, coneix un empresari francès, Bernard, que queda impressionat per la veu i l'art de Soledad. La convenç per a viatjar a França i actuar en un teatre important de París, aconsegueix triomfar i es converteix en una cantant d'èxit. Però Soledad perd la veu a causa d'un refredat molt fort que contreu per ser una supervivent de l'enfonsament, del Titanic, on ella era passatgera. El seu empresari Bernard, que l'acompanyava en el viatge, mor en l'enfonsament. Passats uns anys, un dia Soledad i un vidu Fernando es tornen a trobar a Madrid i per fi estan junts on ningú els pot separar.

## Repartiment
- Sara Montiel - Soledad Moreno
- Raf ￼Vallone - Fernando
- Frank Villareal - Henri Bernard
- Tomás Blanco - Alfonso
- Pastor Serrador - Carlos
- Robert Pizani -Mestre
- Ana Mariscal - comtessa Magdalena

## Música
En tractar-se d'una pel·lícula musical les cançons van ser part important del film. Aquestes van ser gravades en play-back i realitzades amb arranjaments musicals dels mestres Juan Quintero Muñoz i García Segura.

### Cançons
- La Violetera
- Mimosa
- Mala entraña
- Flor de té
- Agua que no has de beber
- Es mi hombre
- Tus ojitos negros
- El polichinela
- Bajo los puentes de París
- Frou Frou
- Nada
- Rosa de Madrid

## Premis
| Any  | Lloc                                            | País    | Categoria               | Nominat/a       | Resultat   |
| ---- | ----------------------------------------------- | ------- | ----------------------- | --------------- | ---------- |
| 1958 | Sindicat Nacional de l'Espectacle               | Espanya | Millor actriu principal | Sara Montiel    | Guanyadora |
| 1959 | Medalla del Cercle d'Escriptors Cinematogràfics | Espanya | Millor pel·lícula       | La violetera    | 2n lloc    |
| 1959 | Medalla del Cercle d'Escriptors Cinematogràfics | Espanya | Millor actriu principal | Sara Montiel    | Guanyadora |
| 1959 | Medalla del Cercle d'Escriptors Cinematogràfics | Espanya | Millors decorats        | Enrique Alarcón | Guanyador  |